# Герб Надвірної
Герб Надвірної — офіційний геральдичний символ міста Надвірна Івано-Франківської області.

## Історія
Починаючи з XVI ст. герб «пжерова» Куропатвів використовувався і як герб Надвірної й часто зустрічався на грамотах й інших документах, що їх видавали власники міста. Герб «пжерова» являє собою щит на червоному тлі, а на щиті золота хоругва із зламаним держаком. Над щитом розміщений сталевий шолом із золотою короною прикрашеною пір'ям, яке свідчило про графський титул. Краї щита з обох боків мають фігурні симетричні виступи.
Герб австрійського періоду був щит у червоному полі якого зображено золоту хоругву із зламаним держаком.
Сучасний герб затверджений рішенням Надвірнянської міської ради № 421-Х-03 від 2 липня 2003 року.

## Опис
Герб Надвірної являє собою золотий щит, на срібному полі червона хоругва зі зламаним золотим древом. Герб вписаний в золотий декоративний картуш та увінчаний срібною міською короною.